# Моди, Вирали
Вирали Моди (род. 29 сентября 1991, Бомбей) — активистка за права инвалидов и мотивационный оратор из Индии. Большую часть своей юности она провела в Соединённых Штатах, но после визита в Индию впала в кому из-за заражения малярией. Она выжила, но больше не могла ходить. В 2014 году она заняла второе место на конкурсе «Мисс Индия на инвалидной коляске» и в результате получила большое количество поклонников в социальных сетях. Она создала петицию на Change.org под названием «Внедрение мер дружелюбия к инвалидам на индийских железных дорогах» (англ. Implement Disabled Friendly Measures in Indian Railways). Её усилия по повышению доступности железных дорог привели её в список «100 женщин Би-би-си» за 2017 год. Она неоднократно выступала на TEDx, рассказывая о своем опыте и проблемах, связанных с её инвалидностью. Вирали начала кампании по продвижению доступности для людей с ограниченными возможностями, одну, в 2017 году, под названием #MyTrainToo, а другую под названием #RampMyRestaurant.